# 方澜意
方澜意（義大利語：Luca Ferrari，直译卢卡·费拉里，1961年10月28日—），意大利外交官，历任意大利驻沙特大使、意大利驻华大使。

## 生平
1961年10月28日，方澜意出生于罗马。方澜意拥有罗马大学政治学硕士学位。他是意大利阿斯彭研究所地缘政治杂志《Aspenia》的撰稿人，并定期为西班牙马德里IE商学院的行政管理计划课程演讲。

### 外交工作
方澜意于1986年开始外交职业生涯，其最初的驻外经历始于莫斯科，随后被派往华盛顿工作。1999年回国后，担任外交部长行政助理，随后升任近东国家事务处处长。2005年，再次前往华盛顿，担任公使衔参赞，负责公共和法律事务。
2009年派驻西班牙，担任意大利驻西班牙大使馆副馆长。2013年10月回国，担任意大利外交部全球化和国际司副司长、经济金融多边合作总司司长。2016年3月至2019年12月，担任意大利驻沙特大使。
2019年10月，方澜意被任命为意大利驻中华人民共和国大使，并于2020年1月2日抵达北京正式开始任期。
2022年12月，卸任驻华大使，转任G7和G20事务意方协调人。

## 荣誉

### 意大利勋章奖章
- 意大利共和国功绩骑士勋章（義大利語：Ordine al merito della Repubblica italiana）（1999年6月2日公布[4]）
- 意大利共和国功绩指挥官勋章（義大利語：Ordine al merito della Repubblica italiana）（2014年12月27日公布[4]）